# Districte de Kulm
El districte de Kulm és un districte de Suïssa, al cantó d'Argòvia. El cap del districte és Unterkulm, té 17 municipis, una superfície de 101.35 km² i 45.792 habitants (cens de 2023).

## Municipis

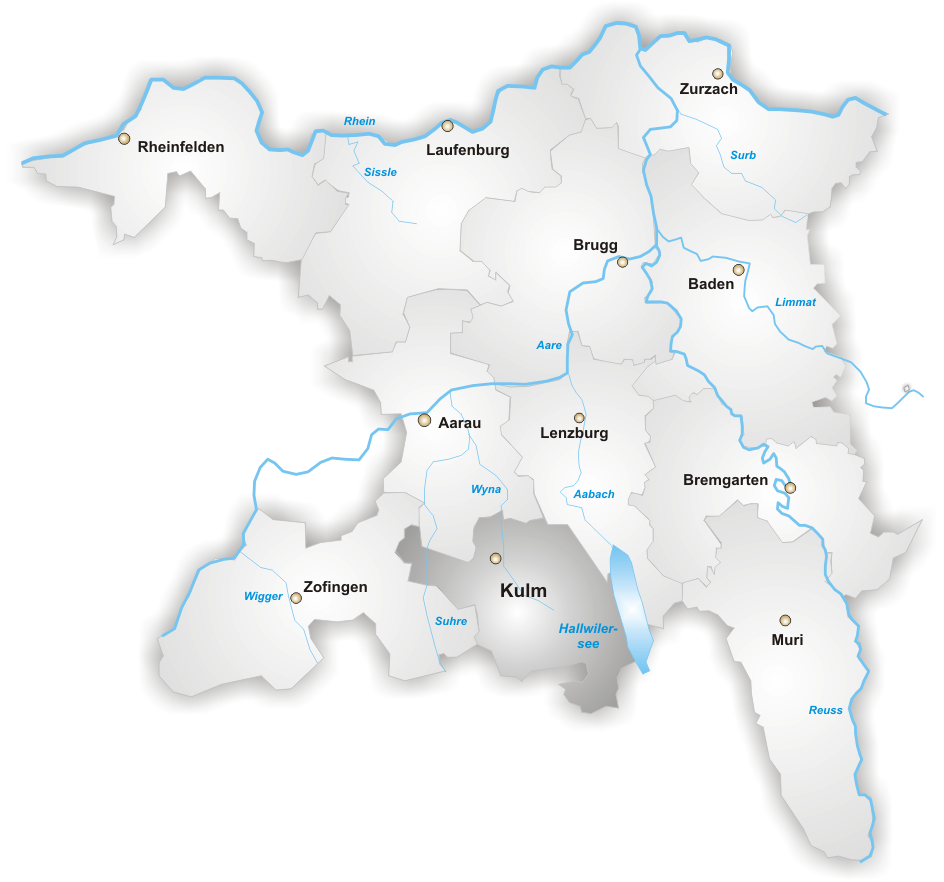
Districte de Kulm

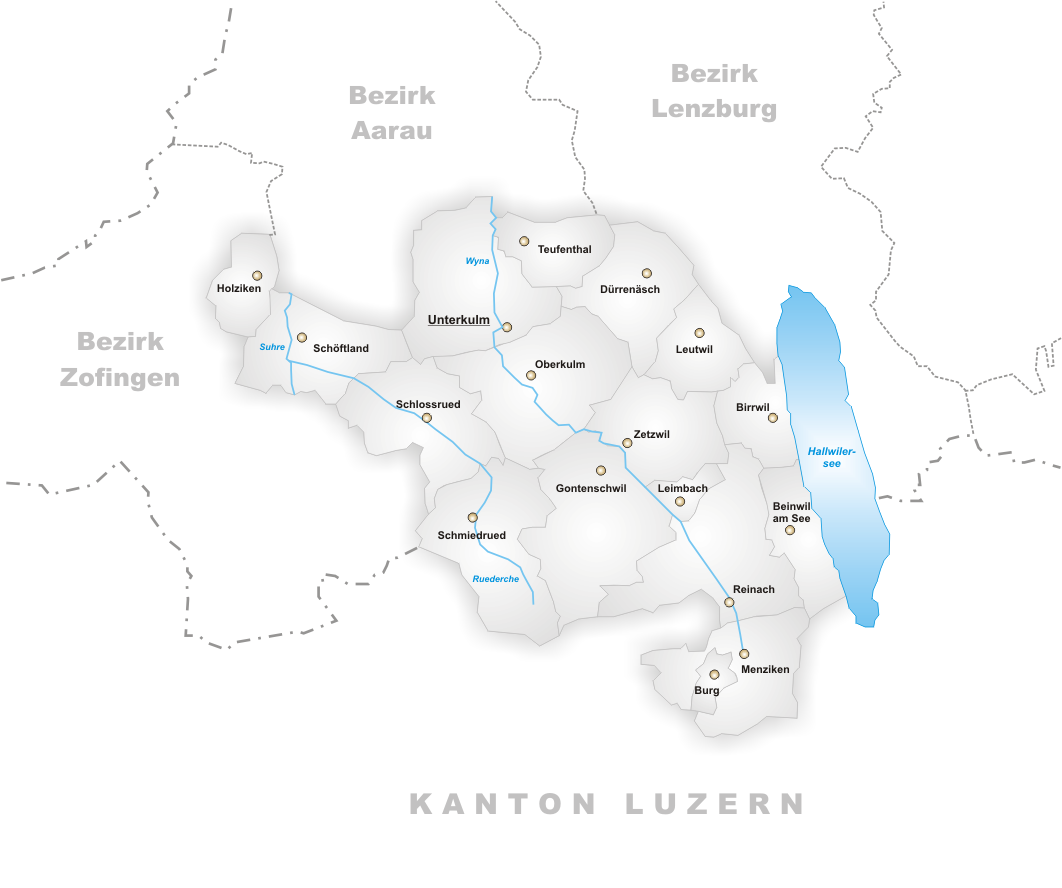
Municipis del districte de Kulm

| Escut          | Municipi       | Habitants (31.12.2004) | Superfície en km² |
| -------------- | -------------- | ---------------------- | ----------------- |
| Beinwil am See | Beinwil am See | 2637                   | 5.78              |
| Birrwil        | Birrwil        | 952                    | 5.53              |
| Burg           | Burg           | 999                    | 0.94              |
| Dürrenäsch     | Dürrenäsch     | 1140                   | 5.91              |
| Gontenschwil   | Gontenschwil   | 2093                   | 9.74              |
| Holziken       | Holziken       | 1180                   | 2.86              |
| Leimbach       | Leimbach       | 382                    | 1.14              |
| Leutwil        | Leutwil        | 702                    | 3.75              |
| Menziken       | Menziken       | 5443                   | 6.38              |
| Oberkulm       | Oberkulm       | 2346                   | 9.40              |
| Reinach        | Reinach        | 7607                   | 9.48              |
| Schlossrued    | Schlossrued    | 883                    | 7.25              |
| Schmiedrued    | Schmiedrued    | 1218                   | 8.65              |
| Schöftland     | Schöftland     | 3297                   | 6.28              |
| Teufenthal     | Teufenthal     | 1623                   | 3.57              |
| Unterkulm      | Unterkulm      | 2878                   | 8.88              |
| Zetzwil        | Zetzwil        | 1225                   | 5.81              |